# Cras-sur-Reyssouze

Cras-sur-Reyssouze este o comună în departamentul Ain din estul Franței.